# Jadeszki
Jadeszki – wieś w Polsce położona w województwie podlaskim, w powiecie monieckim, w gminie Jaświły.
| SIMC    | Nazwa    | Rodzaj    |
| ------- | -------- | --------- |
| 0031029 | Stożnowo | część wsi |

Wieś Jodeszki leśnictwa nowodworskiego w ekonomii grodzieńskiej w drugiej połowie XVII wieku. W latach 1975–1998 miejscowość administracyjnie należała do województwa białostockiego.
Wierni kościoła rzymskokatolickiego należą do parafii Najświętszego Serca Pana Jezusa w Jaświłach.